# Cyrus Elias
Cyrus Elias (New York, 21 maggio 1930 – Atene, 29 settembre 2013) è stato un attore statunitense.

## Biografia
Attore di origine greca, figlio di un sindacalista, presta il servizio militare nella guerra di Corea. Frequenta l'Actors Studio dove segue i corsi di Errol Clemens e Elia Kazan.
Alla fine degli anni cinquanta si trasferisce in Italia e, nel 1962, inizia a lavorare nel cinema; ottiene un ruolo minore nel film L'eclisse di Michelangelo Antonioni.
Raggiunge una certa notorietà dagli anni ottanta in poi, lavorando, tra gli altri, con registi come Carlo Vanzina e Salvatore Samperi.
Elias è morto nel 2013 all'età di 83 anni.

## Filmografia parziale

### Cinema
- L'eclisse, regia di Michelangelo Antonioni (1962)
- La virtù sdraiata (The Appointment), regia di Sidney Lumet (1969)
- Piedone lo sbirro, regia di Steno (1973)
- Pane e cioccolata, regia di Franco Brusati (1973)
- Ciao nemico, regia di E.B. Clucher (1981)
- She, regia di Avi Nesher (1984)
- Sotto il vestito niente, regia di Carlo Vanzina (1985)
- La Bonne, regia di Salvatore Samperi (1986)
- Renegade - Un osso troppo duro, regia di E.B. Clucher (1987)
- Domino, regia di Ivana Massetti (1988)
- Maya, regia di Marcello Avallone (1988)
- Miliardi, regia di Carlo Vanzina (1991)
- Cercasi successo disperatamente, regia di Ninì Grassia (1994)
- Squillo, regia di Carlo Vanzina (1996)
- Il chicco d'oro, regia di Alvaro Passeri (1998)
- The Mummy Theme Park, regia di Alvaro Passeri (2000)
- La mia vita a stelle e strisce, regia di Massimo Ceccherini (2003)

### Televisione
- Cristoforo Colombo (Christopher Columbus) – miniserie TV, 4 episodi (1985)
- La piovra 3 – miniserie TV, episodi 3x01-3x02-3x03 (1987)
- Investigatori d'Italia, regia di Paolo Poeti – miniserie TV (1987)

## Doppiatori italiani
- Luciano De Ambrosis in Renegade - Un osso troppo duro, Sotto il vestito niente
- Renato Cortesi in La piovra 3